# Thomas Wegscheider (Bankmanager)
Thomas Wegscheider (* 27. Februar 1933 in Berlin) ist ein deutscher Bankmanager und war unter anderem als Vorstandsvorsitzender der Bank für Gemeinwirtschaft tätig.

## Leben und Wirken
Thomas Wegscheider legte 1952 in Braunschweig das Abitur ab und studierte danach Rechtswissenschaften bis zum zweiten Staatsexamen. Daneben war er als Spieler bei Eintracht Braunschweig aktiv.
Am 15. Juli 1963 trat er als Sachbearbeiter in die gewerkschaftseigene Bank für Gemeinwirtschaft (BfG) in Frankfurt am Main ein. Nachdem er die juristische Absicherung der Beteiligungen von Hugo Stinnes bewältigt hatte, stieg er bald zu Prokurist und Vorstandsmitglied auf. Im Juni 1977, als Walter Hesselbach sich aus dem Management zurückzog, wurden er und Diether Hoffmann Sprecher des Bankvorstands, wobei er sich um Beteiligungen und das inländische Kreditgeschäft kümmerte. Hoffmann wechselte nach der Affäre um die Neue Heimat in deren Vorstandsvorsitz. Am 23. November 1983 wurde Wegscheider Vorstandsvorsitzender der Bank für Gemeinwirtschaft AG.
Wegscheider war Verwaltungsratsmitglied der 
Liquiditäts-Konsortialbank GmbH in Frankfurt am Main, zudem Aufsichtsratsvorsitzender der Berliner Aktiengesellschaft für Grundbesitz und Handel und der Hotel Berlin AG sowie stellvertretender Aufsichtsratsvorsitzender der Braunschweig-Hannoverschen Hypothekenbank in Hannover. Des Weiteren war er Mitglied der Aufsichtsräte von Brown, Boveri & Cie. in Mannheim, der Salzgitter AG in Salzgitter, der RWE Rheinisch-Westfälisches Elektrizitätswerk AG in Essen und der Volksfürsorge Lebensversicherung AG in Hamburg.
Als Fan der Kickers Offenbach sorgte Wegscheider für Kredite. Er band die BfG eng in die Expansionspläne des co op-Chefs Bernd Otto ein und hat spät die Kreditlinie gekündigt. Ende 1986 wurden 50 Prozent plus eine Aktie der BfG an die Aachener und Münchener Beteiligungs AG (AMB) verkauft. Als deren Vorsitzender, Helmut Gies die Belegschaft verkleinern wollte, geriet Wegscheider von allen Seiten unter Druck. Als seinen Nachfolger suchte er sich Anfang 1990 Paul Wieandt aus. Mit Hesselbach war er zum Willensvollstrecker des 1979 verstorbenen Jacques Rosenstein bestimmt und reorganisierte dessen Unternehmensgruppe.